# سيمون جونسون (روائي)
سيمون جونسون (بالإنجليزية: Simon Johnson)‏‏ (26 سبتمبر 1874 - 16 يوليو 1970 )؛ روائي من الولايات المتحدة.